# Museum of London Antiquities
Il Museum of London Antiquities era una collezione creata da Charles Roach Smith a Bishopsgate, Londra. Nel 1854, Roach Smith pubblicò un catalogo della collezione museale. Nel 1855 vendette la collezione al British Museum.